# گوران ولائوویچ
گوران ولائوویچ (کرواتی: Goran Vlaović؛ زادهٔ ۷ اوت ۱۹۷۲) بازیکن فوتبال سابق اهل کرواسی است.
از باشگاه‌هایی که در آن بازی کرده‌است، می‌توان به پادوا، دینامو زاگراب، پاناتینایکوس و والنسیا اشاره کرد.
وی همچنین در تیم ملی فوتبال کرواسی بازی کرده‌است و در جام جهانی ۱۹۹۸ و ۲۰۰۲ برای این تیم به میدان رفت.